# Verwaltungsgemeinschaft Straußfurt

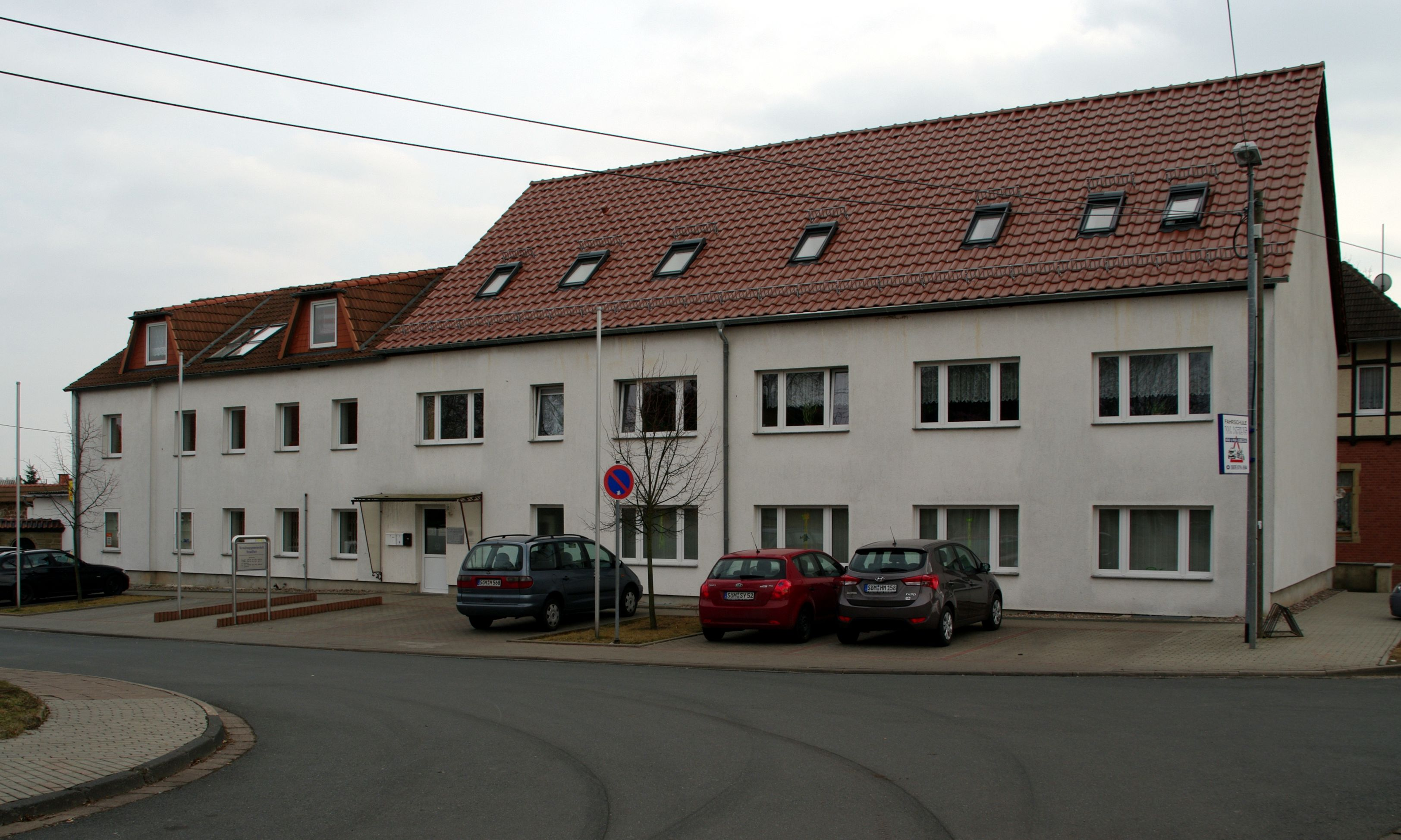
Das Verwaltungsgebäude der Verwaltungsgemeinschaft in Straußfurt

In der Verwaltungsgemeinschaft Straußfurt im Landkreis Sömmerda haben sich sieben Gemeinden zur Erledigung ihrer Verwaltungsgeschäfte zusammengeschlossen. 
Verwaltungssitz ist in Straußfurt.

## Die Gemeinden
- Gangloffsömmern
- Haßleben
- Riethnordhausen
- Schwerstedt
- Straußfurt
- Werningshausen
- Wundersleben

## Geschichte
Die Verwaltungsgemeinschaft wurde am 27. März 1993 gegründet. Nach der Neugliederung der Thüringer Landkreise im Jahr 1994 kamen die Gemeinden Haßleben (12. Oktober 1994) und Riethnordhausen (1. Januar 1995) aus dem ehemaligen Kreis Erfurt-Land dazu. Am 31. Dezember 2019 hat sich die Mitgliedsgemeinde Henschleben nach Straußfurt eingemeinden lassen.